# Teucrium montanum
Teucrium montanum, la zamarrilla de hojas de espliego, es una planta de la familia de las labiadas.

## Descripción
Arbusto enano, postrado, de 5-35 cm de altura, con robusta raíz axonomorfa y ramas finas, redondas, a veces nodulosas, de color pardo grisáceo y muy ramificadas. Hojas vegetativas lanceoladas, de 1-2 cm de largo y 2-4 mm de ancho, con bordes enteros, algo apuntadas en el extremo anterior, paulatinamente estrechadas hacia el peciolo foliar muy corto, ligeramente enrolladas en los bordes, de color verde grisáceo, glabras y lisas por el haz, con tomento blanco por el envés. Flores blancas amarillentas, de 10-15 mm de largo, agrupadas en número de 1-3 en capítulos semiesféricos, densos, terminales, que surgen en las axilas de las hojas vegetativas superiores, a menudo muy reducidas. Cáliz tubuloso acampanado, ligeramente piloso, con dientes más cortos que el tubo, triangulares y cortamente apuntados, con matices violáceos. Pétalos glabros, con un tubo más largo que el cáliz, con labio superior muy ensanchado y curvado hacia abajo; lóbulo medio no dividido, pero ligeramente dentado, mucho mayor que los lóbulos laterales, también curvados hacia abajo; pétalos superiores erectos, con nerviación verdosa o violácea. Núcula de unos 2 mm de largo, reticulada, con gran punto de fijación. Floración desde finales de primavera y en verano.

## Hábitat
En zonas rocosas secas, cascajos, sedimentos de los ríos, pastos y landas abiertas. Por lo general en el nivel montano y de las colinas. Hasta los 2400 m en solanas.

## Distribución
Montañas de Europa meridional, desde España hasta la Península Balcánica, Crimea y Asia Menor. 

## Observaciones
Junto a esta especie que crece en las montañas, se encuentra en los Pirineos y Cordillera Cantábrica Teucrium pyrenaicum, planta de tallos postrados que crece en los suelos calcáreos hasta 2.000 m. En el Pirineo catalán se hacen tisanas con sus hojas.

## Citología
- n=13[3]

## Subespecies
- Teucrium montanum subsp. helianthemoides (Adamovic) Baden
- Teucrium montanum subsp. montanum L., y sus numerosos sinónimos (Polium supinum (L.), P. tomentosum Moench, Teucrium cretaceum Kotov, T.incanum Schur, T. jailae Juz., T.montanum subsp. jailae (Juz.) Soó, T. montanum subsp. pannonicum (A.Kern.) Domin,	T.montanum var. pannonicum (A.Kern.) Nyman, T. montanum subsp. pannonicum S. Pawl., T. montanum var. parnassicum Celak., T. montanum subsp. praemontanum S. Pawl., T. montanum var. skorpilii (Velen.) Diklic, T. montanum var. villosum Auersw., T. ochroleucum Jord., T. pannonicum A.Kern. , T.parnassicum (Celak.) Wettst., T. praemontanum Klokov, T. reuticum Bogoutdinova, T.revolutum Stokes, T. skorpilii Velen., T. supinum L.)

## Sinonimia
- Chamaedrys montana (L.) Raf.
- Polium montanum (L.) Mill.[4]